# Nils Peter Angelin
Nils Peter Angelin (* 23. Juli 1805 in Lund; † 13. Februar 1876) war ein schwedischer Paläontologe.

## Leben
Angelin studierte Naturwissenschaften und besonders Geologie und Paläontologie an der Universität Lund. Er unternahm Feldstudien in ganz Skandinavien, was ihm auch einen Ruf im Ausland verschaffte. Er veröffentlichte zwei große Werke über die Paläontologie Skandinaviens, Palæontologia suecica (1851) und Palæontologia scandinavica (1854). 1857 wurde er an der Universität Breslau promoviert. Damit hatte er die Voraussetzungen für eine akademische Karriere und wurde 1860 Dozent und im selben Jahr Adjunkt für Paläontologie an der Universität Lund. Später wurde er Professor und Kurator für Paläontologie am Naturhistorischen Reichsmuseum in Stockholm, dessen Sammlung er ausbaute.
1857 wurde er Mitglied der Königlich Schwedischen Akademie der Wissenschaften.
Er war unverheiratet.
Von ihm stammt eine genaue geologische Karte von Schonen. Sein Nachfolger am Reichsmuseum Gustaf Lindström gab einige seiner Werk postum heraus (Iconographia Crinoideorum in stratis Sueciae Siluricis fossilium, Fragmenta silurica).

## Schriften
- Palaentologia Suecica. 1851
- Palaentologia Scandinavica. 1854
- Palaentologia Scandinavica. 1878, doi:10.5962/bhl.title.14890
- Fragmenta silurica e dono Caroli Henrici Wegelin. 1880, doi:10.5962/bhl.title.63278